# Artibeus (subgènere)
Artibeus és un subgènere de ratpenats estenodermatins que engloba 8 de les 18 espècies del gènere.

## Taxonomia
- Ratpenat frugívor de Handley (Artibeus amplus)
- Ratpenat frugívor franjat (A. fimbriatus)
- Ratpenat frugívor equatorià (Artibeus fraterculus)
- Ratpenat frugívor hirsut (Artibeus hirsutus)
- Ratpenat frugívor centreamericà (Artibeus inopinatus)
- Ratpenat frugívor jamaicà (Artibeus jamaicensis)
- Ratpenat frugívor sud-americà gros (Artibeus lituratus)
- Ratpenat frugívor fuliginós (Artibeus obscurus)